# 嘉靖大地震
嘉靖大地震，也称华县大地震，是发生于明朝嘉靖三十四年农历十二月十二（儒略历1556年1月23日）发生的大地震，现代科学家根据历史的记录，推断当时的地震强度为矩震级8.0级至8.5级。这次大地震是中国历史上破坏力最强的一次大地震，也是世界有历史纪录的地震中死亡人数最多的地震，共有830000人死亡。

## 名稱
中西書籍均為此次地震冠上不同的名稱。
嘉靖大地震由於地震發生於明朝皇帝朱厚熜在位期間，所以此地震有時會使用朱厚熜的年號嘉靖作命名。
嘉靖乙卯大地震由於此地震發生於嘉靖三十四年，干支为乙卯，故歷史記載亦稱次地震為「嘉靖乙卯大地震」。
華縣大地震由于震中的位置位于关中地区的陕西华州区（時稱「華縣」）一带，而受災最重的地區是渭南、華縣、華陰和山西省永濟，故某些史書亦稱其為“华县大地震”。
關中大地震此地震有時會被稱為「關中大地震」。原因同上。
陝西大地震西方史書通常將此地震稱為「陝西大地震」。

## 受灾情况
嘉靖三十四年农历腊月十二（1556年1月23日），山西、陕西和河南同时发生地震。这次地震分布在陕西、山西、河南、甘肃等地，地震波及大半个中国，有感范围远达福建、两广等地。百姓民众因压砸、焚溺与饥疫而死者无法估计。死亡人口之多幾乎達到當時中國人口的百分之一，也是世界的地震史上僅有的案例。这次大地震使陕西、山西、河南等省97州受灾，101个县受害，灾区面积大约28万平方公里。地震有感范围为5省227个县。“余震月动三五次者半年，未止息者三载，五年渐轻方止”。

## 史料记载

### 过程
（嘉靖）三十四年十二月壬寅，山西、陕西、河南同时地震，声如雷。渭南、华州、朝邑、三原、蒲州等处尤甚。或地裂泉涌，中有鱼物，或城郭房屋，陷入地中，或平地突成山阜，或一日数震，或累日震不止。河、渭大泛，华岳、终南山鸣，河清数日。
唐錫仁引顺治《邓州志》，指當夜河南邓县、内乡“分闻风雨声自西北来，鸟兽皆鸣，已而地震轰如雷。”隆庆年编的《华州志》记载：“十二日晡时（即申时，指下午3点至5点之间），觉地旋运，因而头晕，天昏惨，及夜半月益无光，地仄立，苑树如数扑地，忽西南如万车惊突，又如雷自地出，民惊溃，起者、卧者皆失措，而垣屋无声皆倒塌矣。”秦可大回忆：“是夜，予自梦中摇撼惊醒，身反复不能贴褥，闻近榻器具，若人推坠，屋瓦暴响，有万马奔腾之状，初疑妖祟，俄顷间头所触墙划然倒矣，始悟之，此地震也。”“受祸人数，潼、蒲之死者什七，同、华之死者什六，渭南之死者什五，临潼之死者什四，省城之死者什三，而其它州县，则以地之所剥剔近远分深浅矣”。
《碧霞无群圣母行宫记·地震记》记载：“平阳府夏县，四门陷塌，井水沸溢，官民房屋倾颓，压死男妇数多。城内土长约高丈余，平地出水。安邑县衙门尽塌，民房约倒八分，压死人口万餘，头畜无其数；城西半里崩出水泉十数餘眼。荣河县地裂成沟，泉水如河。莆州两王宗室、城墙、官民房屋尽行倒塌，又兼数处火起”。
地震后出现了黃河清可见底和地震造成水位下降的现象。史载，“（嘉靖）三十四年十二月十二日子时，地震自西北起于东南，有声若雷，地裂釁宽丈餘，湧波泛滥，望似海洋，昼夜方息。房垣尽塌，人死中半，此大穸也。至十七日，黄河澄清三日，人视其底”。明代《露書》作者姚旅親身經歷了關中在地震後所出現的地下水位下降及地溫現象：“關中王孫長房招予遊（長安）曲江，不羈宗族，謂曲江昔時掘地三尺即及泉，自嘉靖末年地震後，十尺始及泉；昔時冬無青草，地震後，冬且原原芊芊，不殊春日。驗之，信然，蓋地氣漸煖耳。”另一方面，历史学家邱仲麟教授引用賀明靜關於這次地震的研究，談及關中地震後水位下降，僅言及渭南縣在地震後，「水泉半堙，而桔皋以廢」；亦及華縣鳳谷寺石泉涸廢，泉中養魚為此中斷。

### 损失
现代考證当年死亡45万，而《明史》記載83萬死亡則極具爭議，因為該數字包含了逃荒人口所以统计結果可能存在問題。《明史》记载：“官吏、军民压死八十三万有奇。”當時退休的前南京兵部尚書韓邦奇、南京光祿寺卿馬理、郎中薛祖學、員外賀承光、主事王尚禮、進士白大用、御史楊九澤，以及南京國子監祭酒王維楨同日遇難。
由于此次地震震中关中地区位于黄土高原，黄土滑坡和黄土崩塌造成的地质灾害十分严重。滑坡堵塞黄河导致河水逆流，加上当地居民多住在黄土塬的窑洞内，因黄土崩塌造成巨大伤亡。地裂缝、砂土液化和地下水系的破坏，使灾情进一步扩大。这个地区的房屋抗震性能差，地震又发生在午夜，人们难有防备，大多压死在家中；震后水灾、火灾、疾病等次生灾害严重，加上当时关中地区连续两年大旱，自救和恢复能力大大降低，从而导致此次地震损害极为惨重。由於地震於午夜（子時）發生，当时导致十数万人死亡，其余不知名死者，更不可勝數。算上次生灾害，死亡人數與黃河氾濫造成的傷亡相若，是中國有記錄至今最多人死亡的地震，更是全球歷史上死亡人數最高的地震。方圓二千里（800公里）的人口有六成死亡。
地震发生后位于华县、华阴、大荔、潼关等数千平方公里范围内各类建筑物全部崩塌，官民死伤惨重。大荔县紫微观和朝邑西南的太白池是面积可观的湖沼，“经地震平芜”，湖水干涸。潼关附近地震导致“山多崩断，潼关道壅，（黄）河逆流”，倒灌渭河。地震还导致渭河改道，向北移动大约五公里。据《陕西通志》记载，位于西安市的小雁塔为唐朝时修建，在此次地震中被震裂，塔身从十五层减少为十三层。此外，陕西渭南县境内曾有一座五指山，“如人指然，迥抱关门，嘉靖间地震后毁削无存矣”。位于乾县的唐乾陵陵园也被完全毁掉。

### 赈济
据《明史》的说法，由于关中地区在地震发生前连续两年大旱，岁荒粮歉，使得灾后几乎陷入绝境。地震时正值隆冬，灾民冻死、饿死和次年瘟疫大流行死者不数可计。由地震导致的一系列自然灾害也相继发生。震后灾情由各地官员第一时间将灾情汇报给了朝廷。然而由于当时交通不便，直到第二年二月明朝派出的赈灾官员——户部左侍郎邹守愚才抵达灾区。在此期间，地方士绅纷纷慷慨解囊，竭尽全力救济灾民。嘉靖三十五年二月，朝廷下令“以地震发银四万两赈山西平阳府、陕西延安府诸属县，并蠲免税粮有差”；同年四月，又颁布命令，“以陕西地震，诏发太仓银万两于延绥、一万两于宁夏、一万五千两于甘肃、一万两于固原，协济民屯兵饷……停免夏税”。
嘉靖大地震发生后，許多幸存的灾民陷入无衣、无食、无房的绝境，寒冬腊月，饥寒交迫。当时灾区的许多州县发生抢粮和大规模骚乱事件。灾民“蜂起为盗”，“抢掠大起”。官府为了制止动乱，以武力镇压，结果人心大乱，动荡不安。鉴于此，明朝中央政府在向灾区调运赈灾物资、赈济灾民、安定人心的同时，还派遣钦差大臣到灾区“祭告境内名山大川、河洛之神”，以祈祷“转灾为祥。”

## 影响
嘉靖大地震是中国历史上人口稠密地区影响广泛和损失惨重的著名历史地震之一，这次地震导致大范围的山体倒塌，河流改道，人员死伤极为惨重。這次地震的震中位於陝西華縣，禍延97個州，包括山西、陝西、河南、甘肅、河北、山東、湖廣、江蘇及安徽九個省亦受到影響。余震半年内以每月三到四次的頻率發生，一直持续了五年方才平息。由于明代后期吏治腐败，国库空虚，地震发生后明朝从国库调拨大量资金用于救灾，导致国库连续两年亏空，加上地震引发的自然灾害和瘟疫导致政府税收减少，对明朝的国力和财政状况亦造成不同程度的影响。